# Poland (álbum)
Poland, también denominado Poland: The Warsaw Concert, es el quinto álbum en vivo del grupo alemán de música electrónica Tangerine Dream. Publicado en noviembre de 1984 por el sello Jive Records destaca por iniciar una nueva etapa en la carrera del grupo denominada «Blue Years».
Sean Westergaard de AllMusic destaca del álbum "su excelente interpretación a pesar de luchar contra problemas técnicos y el intenso frío del invierno polaco(...) recoge a Tangerine Dream en el momento más alto de su carrera antes de la salida de Johannes Schmoelling".

## Producción

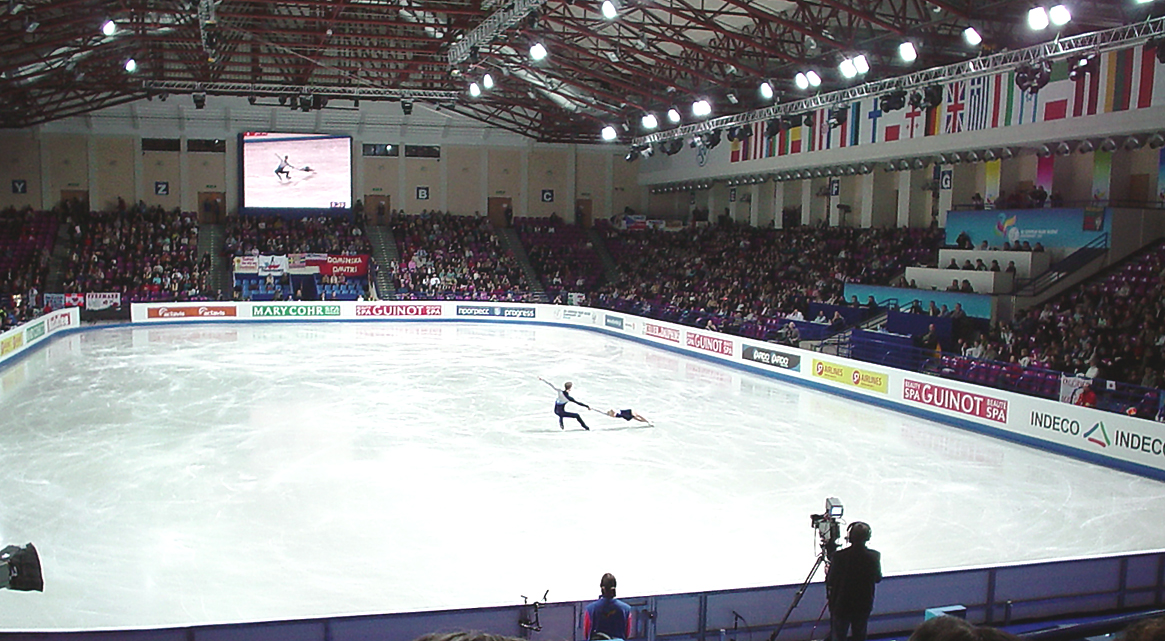
Visión interior del Pabellón Torwar Hall (Varsovia)

Tras finalizar su contrato con Virgin Records el grupo prosiguió en su labor como compositores de bandas sonoras para películas como Risky Business o Firestarter. Ello motivó el interés de Clive Calder, director de Jive Records, para ficharlos. Al ser una de las pocas bandas que habían actuado tras el telón de acero ya contaban con un grupo de seguidores en Europa del Este: en 1980 actuaron en la República Democrática Alemana, en 1982 en Hungría, Yugoslavia y, nuevamente, en la RDA.

"Se nos ha calificado como una "banda política" pero cuando hemos dado conciertos en la República Democrática Alemana y en Polonia no ha sido por razones políticas. Simplemente hemos querido dar conciertos para la gente de allí."
Edgar Froese (1986) 

El 10 de diciembre de 1983 actuaron en Torwar Hall un pabellón deportivo de Varsovia con capacidad para 5.000 personas. El grupo ofreció dos conciertos en la misma fecha, a la tarde y a la noche, enmarcados en una gira de seis conciertos por Polonia. La selección de temas incluían canciones nuevas, improvisaciones y temas de álbumes previos como Exit (1981), White Eagle (1982) o Hyperborea (1983).

"Somos políticos solo en el sentido de que la música puede usarse como un impulso desencadenante para que las personas empiecen a pensar en la sociedad."
Christopher Franke (1986) 

El álbum es resultado de la remezcla posterior en estudio de ambos conciertos. Originalmente se editó como un doble vinilo, con cuatro canciones de larga duración, que ha sido reeditado varias veces en formato CD. Debido a la duración y la capacidad de almacenamiento de los discos compactos varias reediciones son incompletas: las que incluyen un solo CD omiten la canción «Tangent» o se incluye una versión incompleta de «Barbakane». No obstante existen versiones en doble CD que sí incluyen la grabación original íntegra.

## Lista de temas
| N.º   | Título      | Escritor(es)                                         | Duración |  |
| 1.    | «Poland»    | Christopher Franke Edgar Froese Johannes Schmoelling | 22:36    |  |
| 2.    | «Tangent»   | Christopher Franke Edgar Froese Johannes Schmoelling | 19:59    |  |
| 3.    | «Barbakane» | Christopher Franke Edgar Froese Johannes Schmoelling | 18:04    |  |
| 4.    | «Horizon»   | Christopher Franke Edgar Froese Johannes Schmoelling | 21:10    |  |
| 81:49 |             |                                                      |          |  |

## Personal
- Edgar Froese - Sintetizadores (Yamaha Dx 7, Yamaha Yp 30, Jupiter 8, Jupiter 6, Prophet 5 y Ppg Wave 2.2), secuenciadores (Pe Polyrhythmic Sequencer, Eeh Cm 4 Digital Sequencer y Pe Custom Trigger Selector), percusión (Dmx Oberheim Digital Drums), sampler (Publison Dhm 89 B2 y Publison Kb 2000), efectos sonoros (Korg Sdd 3000 Delay y Quantec Room Simulator), mezcla electrónica (Roland Sde Midi/dcb Inerfaces y Canproduct Mixer), ingeniería de grabación y producción
- Christopher Franke - Sintetizadores (Prophet 5, Prophet 600, Prophet 1, E-mu Custom Programmable Synth, Moog Custom Programmable Modular Synth y Mti Synergy), secuenciadores (Pe Polyhythmic Sequencer y Compulab Digital Sequencer), percusión (Syntec Custom Digital Drum Computer), percusión electrónica (Simmons Drum Modules), efectos sonoros (Quantec Room Simulator y Roland Sde 3000), mezcla electrónica (Hill Multi-mixer), ingeniería de grabación y producción
- Johannes Schmoelling - Sintetizadores (Jupiter 8, Ppg Wave 2.3 Waveterm, Mini Moog, Korg Monopoly), secuenciador (Eeh Cm 4 Digital Sequencer), percusión (Bohm Digital Drums y Roland Tr 808 Drums), efectos sonoros (Roland Sde 3000 Delay, Mxr 01 Digital Reverb, Mxr Digital Delay y Boss Overdrive/flanger), mezcla electrónica (Canproduct Mixer), ingeniería de grabación y producción
- Monique Froese - Diseño y fotografía
- Paul Slattery - Fotografía
- Gunter Gude - Videoproyecciones